# 1982 P.M.9 LIVE
『1982 P.M.9 LIVE』（ナインティ・エイティツー・ピー・エム・ナイン・ライブ）は、矢沢永吉の5枚目のライブ・アルバム。1983年3月26日に、ワーナー・パイオニアから発売された。

## 解説
ワーナー・パイオニア移籍後に発売されたスタジオ・アルバムの『YAZAWA』『RISING SUN』『P.M.9』『YAZAWA It's Just Rock'n Roll』4枚から構成された、1982年に敢行された矢沢のライブツアー「P.M.9 1982 E.YAZAWA CONCERT TOUR」の模様を収録されている。

## リリース
1983年3月26日に、ワーナー・パイオニアからLPレコード2枚組、カセットテープ1本で発売された。
1990年10月25日に初CD化された。

## 収録曲
1. ROCKIN' MY HEART
2. CAN GO
3. SUGAR DADDY
4. PRETTY WOMAN
5. 50% DREAM
6. TRYIN' TO FIND MY WAY HOME
7. LOVE THAT WAS LOST
8. YOKOHAMA FOGGY NIGHT
9. YOU
10. HEY BOBBY
11. YES MY LOVE
12. ROCK ME TONIGHT
13. WITHOUT YOU
14. NETTAIYA（熱帯夜）
15. LAHAINA